# Leon Polanowski
Leon Polanowski herbu Pobóg (ur. 11 kwietnia 1895 w Husiatynie, zm. 7 lipca 1985 w Warszawie) – doktor praw, starosta w okresie II Rzeczypospolitej.

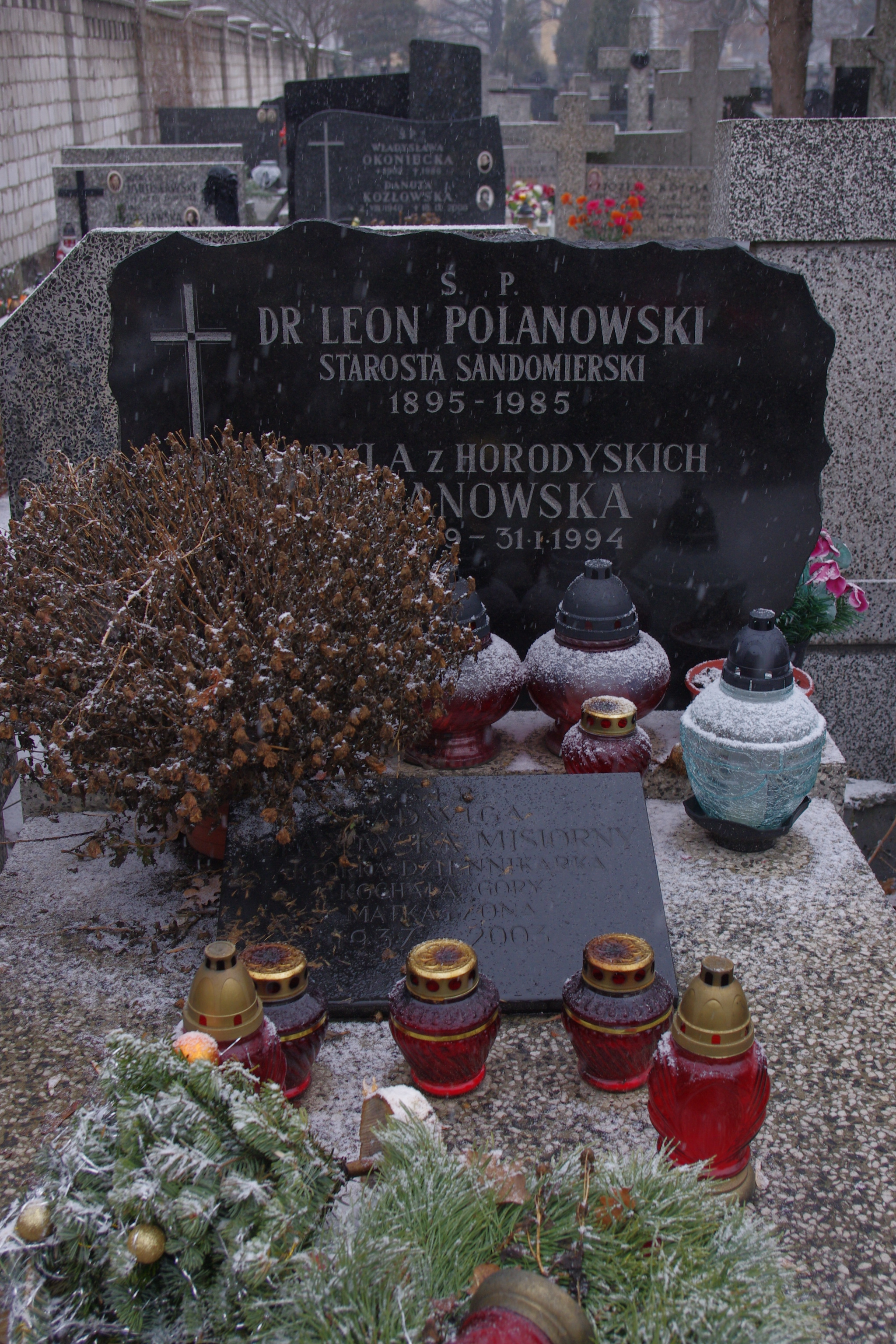
Nagrobek rodziny Polanowskich

## Życiorys
W 1920 ukończył studia na Wydziale Prawa Uniwersytetu Jana Kazimierza we Lwowie uzyskując w 1921 stopień doktora. Od października 1917 do października 1918 i od lipca 1919 do lutego 1920 pracował w starostwie powiatowym w Czortkowie, od czerwca do grudnia 1920 w starostwie powiatowym w Krakowie, od grudnia 1920 do sierpnia 1921 w Namiestnictwie we Lwowie, od września 1921 do marca 1922 w Urzędzie Wojewódzkim Krakowskim, od marca 1922 do czerwca 1927 w starostwie powiatowym w Grybowie, od czerwca 1930 do kwietnia 1931 w starostwie powiatowym w Makowie Podhalańskim, od września 1931 jako referendarz i kierownik starostwa, a od stycznia 1934 do wybuchu II wojny światowej sprawował urząd starosty sandomierskiego. 10 lutego 1934 otrzymał odznakę 2 Pułku Piechoty Legionów. Podczas powodzi na terenie powiatu w lipcu 1934 zorganizował akcję ratowniczą po ustąpieniu żywiołu, nie dopuszczając do zaistnienia głodu wśród ludności. W kwietniu 1935 otrzymał za to honorowe obywatelstwo przyznane przez siedem gmin dotkniętych nieszczęściem (Koprzywnica, Samborzec, Dwikozy, Łoniów, Osiek, Tursko Wielkie, Połaniec). Dla uczczenia jego osoby przyjęto nazwę dla miejscowości Polanów, powstałej z połączenia dwóch wsi Żyć Samborzecka i Żyć Złocka, na wniosek mieszkańców tychże z 1937 roku.
Zmarł 7 lipca 1985 w Warszawie. Został pochowany na cmentarzu Wawrzyszewskim w Warszawie. Był żonaty z Marylą z domu Horodyską, z którą miał troje dzieci: syna Tadeusza oraz córki Jadwigę Polanowską-Misiorny (1937-2003, aktorka, dziennikarka) i Marię Baliszewską (ur. 1947, etnomuzykolog, dziennikarz).